# أرنولداس كولبوكا
أرنولداس كولبوكا (مواليد 4 يناير 1998) هو لاعب كرة سلة ليتواني يلعب في مركز لاعب هجوم صغير الجسم أو لاعب هجوم قوي الجسم في نادي غرينزبورو سوورم.